# Дворянов, Николай Васильевич
Николай Васильевич Дворянов  (9 мая 1897, Сердобский уезд, Саратовская губерния — 29 апреля 1987, Подольск, Московская область) — участник Гражданской и Великой Отечественной войн, советский и хозяйственный работник.

## Биография
Николай Васильевич Дворянов родился 9 мая 1897 года в селе Давыдовка Давыдовской волости Сердобского уезда Саратовской губернии в крестьянской семье, в 1916 году он был призван в царскую армию. Служил Н. В. Дворянов в лейб-гвардии Кексгольском полку, именно этот и Волынский лейб-гвардии полки присоединились к восстававшему Петрограду в марте 1917 года.
Летом того же 1917 года в составе маршевой роты он оказался на Юго-Западном фронте, участвовал в печально известном «наступлении Керенского», после Октябрьской революции Дворянов вернулся домой, где участвовал в агитации за Советскую власть, а летом 1918 года Николай и его брат Михаил вступили в Красную Армию, они сражались в Поволжье, пока в одном из боев Николая вместе с ротой красногвардейцев Приволжского полка не взяли в плен.
Началось «путешествие» по тюрьмам, которое закончилось отправкой в печально известный «эшелон смерти» в сторону Никольска-Уссурийска, оттуда несколько вагонов с пленными отправили в Иркутск, а затем на станцию Тельма, откуда их привезли в знаменитый на всю Россию Александровский централ

### В отряде Зверева
В мае 1919 года по предложению капитана Решетина ряд пленных вступил в особый отряд по борьбе с партизанами, среди них был Н. В. Дворянов. Вместе с особым отрядом Н. В. Дворянов оказался в деревне Паново, где 19 августа произошёл бунт и был создан партизанский отряд Зверева.
Н. В. Дворянов прошёл трудный путь командира взвода, полка и партизанской дивизией, участвуя в боях за освобождение Илимска, Касьянки, Милославки, Балаганска, волостных столиц Большой Мамыри и Братска, а также ещё многих селений Иркутской губернии.
В 1920 году именно дивизия Дворянова освободила важнейший стратегический, экономический и политический центр — Черемховский каменноугольный бассейн, затем дивизия приняла участие в спасении золотого запаса России, который хотели вывести за границу. После победы Советской власти в губернии дивизия влита в состав Красной Армии, по решению Советского правительства многие партизанские руководители отправились на партийную и советскую работу для восстановления народного хозяйства и укреплению Советской власти на местах.

### На советской работе в Восточной Сибири
В Больше-Мамырской волости Николай Васильевич стал председателем волостного ревкома, здесь в 1920 году был принят в коммунистическую партию. В июле 1921 года Н. В. Дворянов избран делегатом уездного съезда Советов, где он был избран заместителем председателя Нижне-Удинского исполкома.
Через год Дворянов оказался в Киренске для укрепления советского аппарата, где его избрали заместителем председателя уисполкома и членом бюро укома РКП(б).
В 1925 году губком партии переводит Н. В. Дворянова в город Зиму, где он работал председателем Зиминского уездного исполнительного комитета и членом бюро укома партии, через год новый перевод, уже на пост заместителя заведующего орготделом окрисполкома. После этого небольшое время он работал председателем Усольского райисполкома и членом бюро Усольского РК ВКП (б), Иркутский окружком партии направляет Н. В. Дворянова как обладающего незаурядными организаторскими способностями и имеющего большой опыт на советской работе в г. Черемхово на аналогичную должность — председателя райисполкома и члена бюро райкома.
На одной из окружных конференций Николая Дворянова избрали кандидатом в члены Иркутского окружкома ВКП(б), в 1929 году уже для укрепления окружного земельного управления Н. В. Дворянова назначили заместителем заведующего окрземуправления. В 1930 году организуется Восточно-Сибирский край с центром в Иркутске и недавно созданный крайком партии назначает Дворянова на пост заместителя заведующего крайземуправления, в том же году на первом краевом съезде Советов его избрали кандидатом в члены Восточно-Сибирского крайисполкома.

### Бурные 30-е годы
Через год Дворянов оказался в Москве на учёбе в Академии соцземледелия, вскоре по решению ЦК партии выпускников Академии направляют в различные местности страны для создания или укрепления уже существующих колхозов. Н. В. Дворянов же оказался на Дальнем Востоке в качестве директора крупных зерносовхозов — Борисоглебского, а затем Средне-Бельского.
В октябре 1937 году Дворянов арестован, но через два года за неимением улик он был освобожден с полным восстановлением в правах и в рядах партии. С разрешения ЦК ВКП(б) он переехал в Подмосковье, где работает председателем Молодинского колхоза Подольского района Московской области.

### Военный и послевоенный период
В начале Великой Отечественной войны Н. В. Дворянов призван в ряды Красной Армии и принимал участие в боях на Ленинградском и Калининском фронтах, за что был награждён Орденом Отечественной Войны 2-й степени. После окончания войны и демобилизации Дворянов переехал в г. Подольск, где работал сначала директором подсобного хозяйства, а затем начальником ЖКО и начальником цеха на электромеханическом заводе.
В 1961 году Н. В. Дворянов ушёл на пенсию, являясь пенсионером республиканского значения и активно участвуя в жизни г. Подольска. Вместе с сыном написал книгу «В тылу Колчака» (издана в 1963 году), посвященной его борьбе в Иркутской губернии. В Иркутской области Н. В. Дворянов был частным гостем, участвуя в различных агитпоездках и конференциях, выступая перед молодежью.
Николай Васильевич Дворянов умер 29 апреля 1987 года в возрасте 89 лет.
В честь Николая Дворянова в г. Вихоревка Иркутской области названа улица.